# Teodor Cressy Skeat
Teodor Cressy Skeat, ang. Theodore Cressy Skeat (ur. 15 lutego 1907, zm. 25 czerwca 2003) – bibliotekarz w British Library, gdzie pracował jako asystent kustosza (od 1931), zastępca kustosza (od 1948) i kustosz manuskryptów oraz bibliotekarz Egerton (od 1961 do 1972), po studiach w Cambridge i British School of Archaeology w Atenach. Jego praca zbiegła się z pozyskaniem dwóch ważnych rękopisów przez instytucję, w której pracował, mianowicie Kodeksu Synajskiego i apokryficznej ewangelii Egerton 2 Papirus (Ewangelia Egerton). Stał się znany dzięki znacznemu wkładowi do paleografii, papirologii i kodykologii, zwłaszcza – choć nie tylko – w nawiązaniu do dwóch wymienionych rękopisów. Był wnukiem znanego filologa Waltera Williama Skeata.

## Nekrologi
- J. Keith Elliott, 'Theodore Cressy Skeat', TC: A Journal of Biblical Textual Criticism, 2003.[1]
- J. Keith Elliott, 'Obituary: T.C. Skeat', The Independent, July 8, 2003.[2]
- Dorothy J. Thompson, 'In memoriam Theodore Cressy SKEAT', 2004.[3]

## Wybrana bibliografia
- H.I. Bell – T.C. Skeat (eds.), Fragments of an Unknown Gospel and other early Christian papyri, London: Trustees of the British Museum, 1935.
- H.J.M. Milne – T.C. Skeat, Scribes and Correctors of the Codex Sinaiticus, London: Trustees of the British Museum, 1938.
- C.H. Roberts – T.C. Skeat, The Birth of the Codex, Oxford University Press, New York – Cambridge 1983.
- T.C. Skeat, The collected Biblical writings of T.C. Skeat, ed. J.K. Elliott, Supplements to Novum Testamentum 113, Leiden and Boston: Brill, 2004.